# Малуда, Аарон
Ааро́н Малуда́ (фр. Aaron Malouda; родился 30 ноября 2005, Анже) — французский футболист, атакующий полузащитник клуба «Лилль».

## Клубная карьера
Выступал за футбольные академии клубов «Олимпик Лион» и «Ренна». Летом 2023 года перешёл в «Лилль». 1 октября 2023 года дебютировал в основном составе «Лилля» в матче французской Лиги 1 против «Гавра».

## Карьера в сборной
В сентябре 2023 года дебютировал за сборную Франции до 19 лет.

## Личная жизнь
Сын экс-футболиста Флорана Малуда и племянник Лесли Малуда.